# Éric Chouinard
Éric Guy Chouinard (* 8. Juli 1980 in Atlanta, Georgia) ist ein ehemaliger kanadisch-US-amerikanischer Eishockeyspieler. Zuletzt spielte er bei den Bayreuth Tigers in der DEL2. Er ist der Sohn des ehemaligen NHL-Spielers Guy Chouinard, ebenso war sein Cousin Marc ebenfalls dort aktiv.

## Karriere

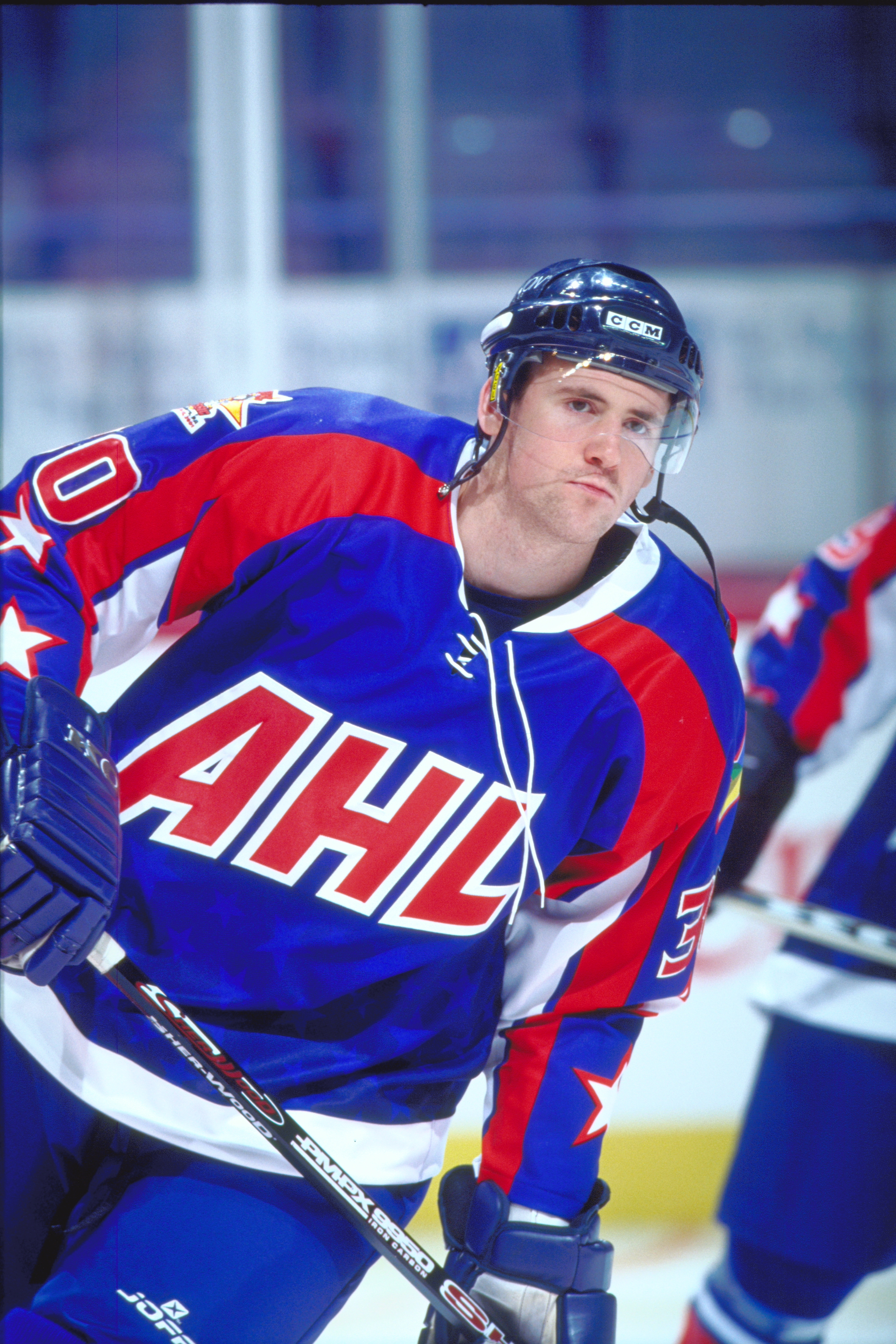
Éric Chouinard beim AHL All-Star Classic 2001

Nach 296 Punkten in 180 Spielen mit den Québec Remparts in der kanadischen Juniorenliga Québec Major Junior Hockey League wurde der Center im NHL Entry Draft 1998 in der ersten Draftrunde an 16. Gesamtposition von den Montréal Canadiens ausgewählt. Nach seiner Zeit bei den Canadiens und deren Farmteam, den Québec Citadelles aus der AHL spielte der Linksschütze zudem für die Philadelphia Flyers und die Minnesota Wild, wo er in der Saison 2003/04 zusammen mit seinem Cousin Marc Chouinard auflief. Den Lockout der NHL-Saison 2004/05 verbrachte Chouinard beim EC Red Bull Salzburg aus der Österreichischen Eishockey-Liga.

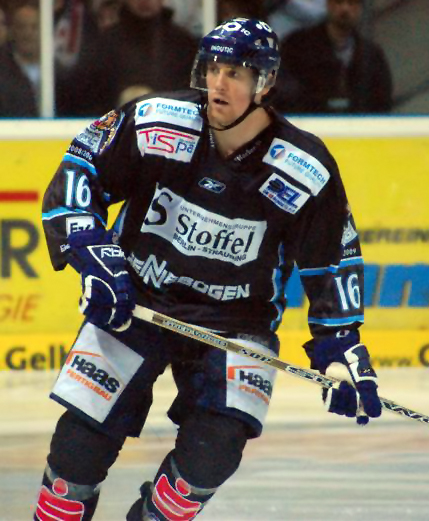
Im Trikot der Straubing Tigers

Zur Saison 2006/07 wechselte der Kanadier, der aufgrund seines Geburtsorts Atlanta, wo sein Vater in der NHL auf dem Eis stand, auch die US-amerikanische Staatsbürgerschaft besitzt, in die zweitklassige Schweizer Nationalliga B zum HC Sierre-Anniviers und anschließend nach Russland zu Lokomotive Jaroslawl. Hier kam der Angreifer jedoch aufgrund einer Verletzung zu keinem Einsatz und unterschrieb zur Mitte der Saison 2006/07 einen Vertrag bei den Straubing Tigers aus der Deutschen Eishockey Liga. In der Spielzeit 2007/08 wurde Chouinard von der Eishockeyzeitschrift Eishockey News zum sechstbesten Center der DEL gewählt.
Am 19. Januar 2009 gaben die Straubing Tigers die Suspendierung Chouinards bekannt. Vorangegangen waren dauerhafte Spannungen zwischen Spieler und Verein.
Ab der Saison 2009/10 bis zum Ende der Saison 2012/13 stand Chouinard bei den Thomas Sabo Ice Tigers in Nürnberg unter Vertrag.
In der Saison 2013/14 spielte er zunächst für den belarussischen KHL-Vertreter HK Dinamo Minsk, wechselte nach acht absolvierten Partien dann nach Norwegen zu Vålerenga Ishockey in Norwegens Hauptstadt Oslo.
Ab der Saison 2014/15 stand Chouinard beim französischen Erstligisten Grenoble Métropole Hockey 38 unter Vertrag. 2017 beendete er seine Karriere vorläufig und wurde Scout. Im Laufe der Saison 2017/18 begann er wieder mit dem Training und erhielt im November 2017 einen Vertrag bei den Bayreuth Tigers aus der DEL2.
2018 beendete Chouinard seine Karriere.

## Erfolge und Auszeichnungen
- 2000 Bronzemedaille bei der U20-Junioren-Weltmeisterschaft
- 2001 Teilnahme am AHL All-Star Classic
- 2008 Teilnahme am DEL All-Star Game

## Karrierestatistik
(Legende zur Spielerstatistik: Sp oder GP = absolvierte Spiele; T oder G = erzielte Tore; V oder A = erzielte Assists; Pkt oder Pts = erzielte Scorerpunkte; SM oder PIM = erhaltene Strafminuten; +/− = Plus/Minus-Bilanz; PP = erzielte Überzahltore; SH = erzielte Unterzahltore; GW = erzielte Siegtore; 1 Play-downs/Relegation; Kursiv: Statistik nicht vollständig)